# Orgue Dom Bedos de l'abbatiale Sainte-Croix de Bordeaux
L'orgue Dom Bedos de l'abbatiale Sainte-Croix de Bordeaux est, avec celui de la basilique Notre-Dame des Tables à Montpellier, un des deux orgues du sud de la France majoritairement dus à Dom Bedos de Celles, universellement connu dans le monde de l'orgue pour son magistral traité « L'Art du facteur d'orgues ».
Son histoire est mouvementée puisque la partie instrumentale, extraite du buffet qui est resté en place, a servi pendant près de deux siècles à la cathédrale Saint-André de Bordeaux avant de retrouver sa place d'origine à l'occasion d'une restauration complète réalisée à la fin du XXe siècle.

## Historique
À Sainte-Croix, un premier orgue existe déjà au XVIe siècle et se voit remplacé par un instrument plus modeste à partir de 1661, construction du facteur d’origine anglaise Jean Haon.
C’est en 1730 que les moines de Sainte Croix décident de doter l’église d’un nouvel orgue bien plus imposant.
La réalisation de ce chef-d’œuvre est due à l’arrivée de Dom François Bedos de Celles quinze années plus tard. Ce moine bénédictin, théoricien et facteur d’orgues résidant à l’abbatiale Sainte-Croix en sa qualité de secrétaire construit un des plus grands orgues classiques français. Cet orgue de seize pieds est réalisé en trois ans et se compose alors de 45 jeux répartis sur cinq claviers et un pédalier.
Après la Révolution, il est remis en état mais en 1811 il est réquisitionné pour la cathédrale Saint-André par l’archevêque (Mgrd'Aviau du Bois de Sanzay). Dans cette cathédrale, l'orgue initial dû à Valéran de Héman, tombé en ruine, avait été remplacé en 1805 par un orgue neuf de Jean-Baptiste Micot déménagé de l'église Saint-Pierre de La Réole (nonobstant l'opposition des Réolais...) mais ce dernier s'était révélé d'une sonorité insuffisante eu égard à la taille de l'édifice, d'où l'idée de remplacer la partie instrumentale par celle de l'orgue de l'abbatiale Sainte-Croix. 
Celle-ci fut donc démontée pour être installée à Saint-André où elle va rester jusqu’en 1970. La décision est alors prise de le reconstituer à Sainte-Croix dans son buffet d’origine demeuré en place. Celui-ci est classé au titre des monuments historiques la même année.
À partir de 1984 le facteur Pascal Quoirin se voit attribuer la restauration de la partie instrumentale de l’orgue. Douze années ont été nécessaires pour mener à bien cet ouvrage considérable de restitution de cet orgue monumental. La restauration s'est efforcée de restituer le plus fidèlement possible la disposition d'origine, d'après l'étude du traité de Dom Bedos, des inventaires et documents d'archives, des éléments et indices restés en place ou identifiables avec certitude, etc. La reconstruction a permis de remettre en place nombre de tuyaux d'origine, et a nécessité de refaire ceux qui manquaient.
Au début des années 1990, le buffet est débarrassé de la peinture brune le recouvrant pour retrouver sa polychromie d’origine.
À la suite de sa restauration, l’inauguration de l’orgue de Dom Bedos, considéré comme un chef-d’œuvre dans le monde entier, a lieu les 23 et 25 mai 1997, avec des interprètes prestigieux : Francis Chapelet, Jean Boyer, Jean-Pierre Leguay et Michel Chapuis.

## Composition de l’orgue
Le Positif de dos et le Grand Orgue ont 51 notes sans le C#1, avec le A0 sur certains jeux. La Bombarde a 50 notes sans le C#1. 
| I Positif de dos (A0), C1, D1–D5 |      |
| Montre                           | 08′  |
| Bourdon                          | 08′  |
| Prestant                         | 04′  |
| Flûte                            | 04′  |
| Nazard                           | 02⅔′ |
| Doublette                        | 02′  |
| Tierce                           | 01⅗′ |
| Larigot                          | 01⅓′ |
| Petit plein-jeu IX rangs         |      |
| Cornet V rangs0                  |      |
| Trompette                        | 08′  |
| Clairon                          | 04'  |
| Cromorne                         | 08′  |
| Voix humaine                     | 08′  |

| II Grand Orgue (A0), C1, D1–D5 |      |
| Bourdon                        | 32′  |
| Montre                         | 16′  |
| Bourdon                        | 16′  |
| Montre                         | 08′  |
| Bourdon                        | 08′  |
| Flûte                          | 08′  |
| Gros-Nazard                    | 05⅓′ |
| Prestant                       | 04′  |
| Grosse Tierce                  | 03⅕′ |
| Nazard                         | 02⅔′ |
| Doublette                      | 02′  |
| Tierce                         | 01⅗′ |
| Grosse fourniture II rangs0    |      |
| Grand plein-jeu XIII rangs     |      |
| Grand cornet V rangs           |      |
| 1° Trompette                   | 08′  |
| 2° Trompette                   | 08′  |
| Clairon                        | 04′  |

| III Bombarde C1, D1–D5 |     |
| Bombarde               | 16′ |
| Gros cromorne          | 08′ |

| V Echo C2–D5    |
| Cornet V rangs0 |

| IV Récit G2–D5  |     |
| Cornet V rangs0 |     |
| Trompette       | 08′ |
|                 |     |
| Tremblant doux  |     |
| Tremblant fort  |     |

| Pédale A0–E5           |     |
| Flûte                  | 16′ |
| Flûte (en bois)        | 08′ |
| Flûte (en étain)       | 08′ |
| Flûte                  | 04′ |
| Bombarde               | 16′ |
| 1° Trompette (F0–E5) 0 | 08′ |
| 2° Trompette (F0–E5)   | 08′ |
| Clairon (F0–E5)        | 04′ |

- Accessoires :
  - Accouplements Positif/GO, Bombarde/GO.
  - Pas de tirasses